# Franco Zecchin
Franco Zecchin (né en 1953 à Milan) est un photographe et photojournaliste italien.

## Biographie
Diplômé de physique nucléaire, Franco Zecchin débarque à Palerme en 1975 pour rejoindre sa compagne, la photographe Letizia Battaglia, qui lui propose de travailler à ses côtés.
Encouragé par le photographe Josef Koudelka, Franco Zecchin saute le pas et devient reporter pour le quotidien communiste L'Ora,.

Il photographie la Sicile endeuillée par l'action de la mafia, mais aussi la vie quotidienne à Palerme : les mariages, les carnavals à Agrigente ou les fêtes à Syracuse, les dimanches de Pâques et les jeux des enfants.
La Sicile ne se résume pas à la violence et au meurtre.Elle est un continent, elle contient tout. Le noir et blanc était au début une contrainte technique. Puis c'est devenu un choix intimement lié à l'usage militant que nous faisions des images.
En 1988, il devient membre associé de l'Agence Magnum et obtient le Prix International de Journalisme Città di Trento.
En 1991, Franco Zecchin débute un nouveau projet avec les Touaregs au Sahara. En septembre 1998, le livre Nomades est publié,.
En 2015, il réalise une série de photographies sur les visages de la France des territoires.
Il est installé et travaille à Marseille, où il cordonne un atelier photographique au sein du master et de la formation doctorale en sciences sociales de l’EHESS.
Des photos de Franco Zecchin figurent dans la collection du Rochester' International Museum of Photography, du MOMA de New York et de la Maison Européenne de la Photographie à Paris.

## Récompenses et distinctions
- 1988 : Prix International de Journalisme « Città di Trento », Italie.
- 2000 : Humanity photo Award, Beijing, Chine.

## Principales expositions
Liste non exhaustive
- 1986 : Sicily and the Mafia, International Museum of Photography, Rochester, USA
- 1988 : Palermo, Centro Storico, Parlement Européen, Strasbourg
- 1990 : Italian Photography, FotoFest, The International Month of Photography, Houston, USA
- 1993 : Pollution and public health in the Katowice region, Katowice Museum, Pologne
- 1993 : Sicile, Mai de la Photo, Reims
- 1995 : La Sicile noire et blanche, Centre Méditerranéen de la Photographie, Bastia et Médiathèque André-Malraux, Tourcoing
- 1996 : Nomades, Galerie Camera Obscura, Paris
- 1996 : Perfetti & Invisibili: The Image of Children Between Manipulation and Reality, Pitti Immagine, Florence, Italie
- 1998 : Mafiosi inginocchiatevi !, Mois de la Photo, Paris
- 1999 : Nomades, Festival Chroniques Nomades, Honfleur
- 2000 : Je bouge donc je suis, Festival International de Biarritz
- 2001 : La Sicile en révolte, Centre Andaluz de la Fotografia, Almeria, Espagne
- 2002 : Mafiosi inginocchiatevi !, Festival International Photosynkyria, Thessalonique, Grèce
- 2003 : Nomadi, Labirinti di Luce, Padova, Italie
- 2004 : Crime and Corruption : Sicilian Chronicles, Australian Centre for Photography, Sydney, Australia
- 2005 : Cavalieri della Mongolia, Festival International, Roma, et Su Palatu, Villanova Monteleone, Italie
- 2007 : Cosa nostra, Galerie Confluences, Paris
- 2007 : Les Nomades de la Mer, Festival International de la Photo de Mer, Vannes
- 2008 : Nomads, Festival des Tops de Shenyang, Chine
- 2008 : Antimafia, Institut Culturel Italien, Marseille
- 2013 : Antimafia, Festival Europeo di fotografia, Busto Arsizio, Italie
- 2015 : Silesia, Foto Art Festival, Bielsko-Biała, Pologne
- 2019 : Continente Sicilia, Centro Internazionale di Fotografia, Palerme, Italie
- 2019 : Photographier le silence. Enquête visuelle sur un espace monastique, Centre de la Vieille Charité, Marseille
- 2023 : Continent Sicile, dans le cadre du Festival Photo Marseille, Maupetit - Côté Galerie, Marseille

## Publications
- 1993 : The Heart of Sicily: Recipes and Reminiscences of Regaleali A Country Estate, Avec Anna Tasca Lanza, Clarkson Potter, Danvers, MA
- 1998 : Nomades, Avec la collaboration de Pierre Bonte et Henri Guillaume, Éditions de la Martinière, Paris
- 1999 : Chroniques Siciliennes, Avec Letizia Battaglia, texte de Marcelle Padovani, coll. Photo Notes, Centre national de la photographie, Paris / Actes Sud, Arles •  (ISBN 978-2-86754-053-0)
- 2005 : Cavalieri della Mongolia, Soter Editrice, Villanova Monteleone
- 2006 : Dovere di Cronaca, Avec Letizia Battaglia, Peliti Associati, Rome
- 2015 : Fotografare in silenzio, fotografare il silenzio, in Francesca Sbardella, Abitare il silenzio. Un’antropologa in clausura, Viella, Rome
- 2016 : Aesthetics as critique – A photographic inquiry into the Mafia, in Arundhati Virmani (dir.), Political Aesthetics. Culture, Critique and the Everyday, Routledge, New York
- 2019 : Continent Sicile, Postcart, Roma – Contrejour, Biarritz